# Хамагути, Наоки
Нао́ки Ха́магути (яп. 浜口直樹 Хамагути Наоки) — японский программист и режиссёр компьютерных игр. В настоящее время работает в компании Square Enix.

## Карьера
На разработку компьютерных игр Хамагути вдохновила японская ролевая игра Final Fantasy VI, после прохождения которой он пожелал создать игру такого же качества. В 2003 году он окончил HAL Nagoya College of Technology & Design и в том же году начал работать в игровой индустрии.
После окончания работы над трилогией Final Fantasy XIII в качестве программиста Хамагути возглавил проект Mobius Final Fantasy. В процессе разработки Final Fantasy VII Remake он был повышен до руководителя разработки. В марте 2018 года Хамагучи покинул должность руководителя Mobius Final Fantasy, чтобы сосредоточиться на создании Final Fantasy VII Remake. 
В апреле 2019 года, во время реструктуризации бизнес-подразделений компании, Хамагути был повышен до должности сорежиссёра Final Fantasy VII Remake, наряду с Тэцуей Номурой и Мотому Ториямой.
В феврале 2021 года было объявлено, что Номура не будет режиссировать следующие части Final Fantasy VII Remake, чтобы сосредоточиться на других проектах. Новым основным режиссёром стал Хамагути, в то время как Номура остался работать над играми в качестве креативного директора.

## Работы
| Год  | Название                              | Роль                                             |
| ---- | ------------------------------------- | ------------------------------------------------ |
| 2006 | Final Fantasy XII                     | Визуальные эффекты: Рендеринг в реальном времени |
| 2009 | Final Fantasy XIII                    | Ведущий программист катсцен                      |
| 2010 | Final Fantasy XIV                     | Клиент-программист                               |
| 2011 | Final Fantasy XIII-2                  | Ведущий программист приложений                   |
| 2013 | Lightning Returns: Final Fantasy XIII | Главный программист                              |
| 2015 | Mobius Final Fantasy                  | Руководитель проекта                             |
| 2020 | Final Fantasy VII Remake              | Соруководитель                                   |
| 2021 | Final Fantasy VII: The First Soldier  | Поддержка со стороны руководства                 |
| 2024 | Final Fantasy VII Rebirth             | Руководитель                                     |